# ابوعثمان سعید حیری
سعید بن اسماعیل بن سعید بن منصور حیری نیشابوری  از معتبرترین علما و فقهای قرن سوم هجری است.

آرامگاه سعید بن سلام و ابوعثمان حیری (رازی)، نیشابور، خراسان.

## زندگی
اصل ابوعثمان حیری از ری می‌باشد (به همین دلیل او را رازی نیز نامیده‌اند) که در حیره (نیشابور) (در حدود آرامگاه خیام) زندگی می‌کرده‌است، دلیل انتساب وی به حیری نیز به همین دلیل است. ابوعثمان در سال ۲۹۸ هجری قمری در نیشابور وفات یافت.
از اطلاعات موجود در منابع برمی‌آید که وی در کودکی و جوانی به علم اندوزی پرداخت و در میان علوم بیشتر به علم حدیث اشتغال یافت. از همان ابتدا در وی احساسی وجود داشت که این علوم نمی‌تواند او را به مقصود راهنمایی و به حقیقت واصل کند.

از ابوعثمان در این‌باره چنین آورده‌اند: 
«پیوسته دلم طلب حقیقت می‌کردی اندر حال طفولیت و از اهل ظاهر نفرتی می‌نمودی و دانستمی لامحاله که جزین ظاهر که عامه بر آن‌اند نیز سری هست مر شریعت را تا به بلاغت رسیدم.»
بدین ترتیب، او به تصوف روی آورد. ابوعثمان ابتدا مرید یحیی بن معاذ رازی بود، سپس به خدمت شاه شجاع کرمانی درآمد و سرانجام به جرگه شاگردان و یاران ابوحفص حداد پیوست و مشی عرفانی‌اش را رونق بخشید.
عده‌ای بر این باورند که تصوف در نیشابور به وسیله ابوعثمان رواج یافت؛ وی و ابوحفص حداد و حمدون قصار طریقه ملامتیه را بنیاد نهادند و ترویج کردند. از اقوالی که در منابع متعدد از او نقل شده به خوبی روشن می‌شود که به شریعت سخت پایبند بوده‌است. این موضوع در آخرین عباراتی که هنگام خطاب به فرزندش، ابوبکر، گفت به خوبی معلوم می‌شود. آورده‌اند که احتضار پسرش از شدت حزن و اندوه جامه بر تن درید و ابوعثمان از این کار سخت دلگیر شد و به او گفت: «خلاف سنت [کردن] به ظاهر دلیل ریای باطن بود.»
از میان سخنان وی، این موضوعات در منابع مختلف شرح و تفسیر شده‌است: ذکر، خوف و رجا، تفویض، رضا، صبر، فراست، ادب، شوق، حال، توبه، مجاهده، زهد، حزن و اندوه، توکل، شکر، یقین، ارادت، اخلاص، محبت، سماع و طریقت. از ابوعثمان اثری باقی نمانده؛ هرچند ابوبکر کلابادی تصریح می‌کند که وی در معاملات تصانیفی داشته‌است.